# 安八郡学校組合立三和中学校
安八郡学校組合立三和中学校（あんぱちぐんがっこうくみあいりつ みわちゅうがっこう）は、かつて岐阜県安八郡三城村（現・大垣市）にあった公立（組合立）中学校。

## 概要
校区は旧・安八郡三城村・和合村であった。1952年、東中学校に統合され、廃校。
校名は、三城村の「三」と和合村の「和」を合わせたものである。
校舎は岐垣国道沿いに存在した。

## 沿革
- 1947年（昭和22年）4月1日 -　三城村和合村組合立和合中学校として開校。校舎は大垣鉄工所大垣工場[注釈 4]寄宿舎を使用。
- 1948年（昭和23年）4月1日 - 安八郡学校組合立三和中学校に改称する。
- 1951年（昭和26年）4月1日 - 和合村が大垣市に編入される。
- 1952年（昭和27年）3月31日 - 東中学校に統合され、廃校。